# Гентош Іван Михайлович
Іван Михайлович Гентош (нар. 9 серпня 1957, Угнів) — український поет і пародист. Член Національної спілки письменників України (з березня 2015) і Української Асоціації письменників. Живе і працює у Львові.

## Творчість
Захоплюється літературою і поезією зі шкільних років. Вірші і пародії опубліковані в журналах «Літературний Львів», «Дзвін», «Український шлях», «Гуманістичний вісник», «Нова неділя» та інших. Пише переважно в жанрі громадянської лірики і літературної пародії.
Є автором:
- збірки пародій «Перли поперли», видавництво «Каменяр», 2010,
- збірки «Чавунні канделябри», видавництво «Каменяр», 2011,
- збірки пародій «200 пострілів на ПМ», видавництво «Каменяр», 2012,
- збірки «Тривожні дзвони», видавництво Сполом, Львів, 2014,
- збірки лірики «Понад усе!», видавництво «Український пріоритет», Київ, 2015,
- збірки лірики «Страсті земні», видавництво «Український пріоритет», Київ, 2016,
- збірки лірики «Палітра долі», видавництво «Український пріоритет», Київ, 2017,
- збірки пародій «Римовані геци: пародії», видавництво «Український пріоритет», Київ, 2018.
- збірка поезій «Від першої особи», видавництво «Український пріоритет», Київ, 2019.
- збірка поезій «Допоки маєм слово», видавництво «Український пріоритет», Київ, 2021.
- збірка поезій «Вистоїмо, браття!», видавництво «Український пріоритет», Київ,2023.

Співавтор трьох колективних поетичних збірок:
- «Ірпінські поетичні зустрічі» (Тернопіль, 2012),
- «Натхнення» (Кременчук, 2013),
- «Рідні обереги» (Львів, 2013).

Активний дописувач на літературних сайтах «Поетичні Майстерні» і «Натхнення».

## Відзнаки
- Володар «Срібного ґудзика» конкурсу українських гумористичних мініатюр, село Семенівка Миколаївської обл (2013),
- лауреат літературної премії імені Леся Мартовича у номінації «Літературна пародія» (2014),
- лауреат літературної премії «Гілка Золотого каштана» у номінації «Поезія» (2015) за книгу «Понад усе!»,
- лауреат Міжнародної літературної премії імені Миколи Сингаївського у номінації «Поезія» (2016) за книгу «Страсті земні».
- лауреат Міжнародної літературно-мистецької премії імені Пантелеймона Куліша (2018) за книгу «Страсті земні».
- лауреат Літературної премії імені Петра Сороки в номінації «Поезія» за збірку поезій «Від першої особи» (2020)
- Третя премія літературного конкурсу Коронація слова — 2020 у номінації «Пісенна лірика».[1]